# Après la guerre
Après la guerre é um filme de drama francês de 2017 dirigido e escrito por Annarita Zambrano. Protagonizado por Barbora Bobulova, estreou no Festival de Cannes 2017, no qual competiu para Un certain regard.

## Elenco
- Barbora Bobulova
- Giuseppe Battiston
- Fabrizio Ferracane
- Orfeo Orlando
- Charlotte Cétaire